# John Connor
John Connor é um personagem fictício da franquia Terminator. John é o filho de Sarah Connor, e o líder do grupo de Resistência Humana contra a dominação das máquinas comandadas pela Skynet, o sistema de inteligência artificial que se rebelou contra humanidade  na mitologia da franquia.
No cinema, John foi interpretado por Edward Furlong em Terminator 2: Judgment Day (além de Michael Edwards em uma cena do futuro) e Terminator: Dark Fate, Nick Stahl em Terminator 3: Rise of the Machines, Christian Bale em Terminator Salvation, e Jason Clarke em Terminator: Genisys.  Na série Terminator: The Sarah Connor Chronicles, o ator Thomas Dekker faz o papel de John.

## História

### Cinema

#### The Terminator
John não aparece neste filme, porém inspira toda a história. Quando a resistência humana liderada por John consegue finalmente vencer a  dominância robótica da Skynet no futuro pós-apocalíptico de 2029, a Skynet manda um Exterminador de volta no tempo para 1984, visando prevenir o nascimento de John ao matar sua mãe Sarah Connor. Porém John manda o soldado Kyle Reese para o passado para proteger sua mãe, e Kyle acaba se tornando seu pai.

#### Terminator 2: Judgment Day
10 anos depois, John Connor está vivendo com pais adotivos, após sua mãe ser presa e internada em um hospício devido a uma tentativa de explodir a Cyberdyne Systems. John é um delinquente juvenil, com bom conhecimento de armas, espionagem e tecnologia da computação. De repente, chegam dois exterminadores ao presente de John: um protótipo T-1000 com a missão de matá-lo, e um T-800 similar ao que atacou Sarah para proteger John. John e o T-800 resgatam Sarah, e eventualmente decidem prevenir o Dia do Julgamento, convencendo o líder de pesquisa da Cyberdyne, Miles Dyson, a se juntar a  seus planos. A Cyberdyne é destruída, o T-1000 é derrotado, e apesar de John não concordar, o T-800 decide se autodestruir para evitar que sua tecnologia fosse descoberta e utilizada por outros.

#### Terminator 3: Rise of the Machines
Apesar de em tese ter prevenido o Dia do Julgamento, John Connor vive atormentado pela ideia de um futuro apocalíptico no qual ele teria importante papel, especialmente após sua mãe Sarah ter morrido de leucemia em 1997. John vive como nômade, sem residência, documentos e trabalhando em empregos freelance. Em 2004, dez anos após os eventos do filme anterior, John sofre um acidente de moto e invade uma clínica veterinária em busca de remédios. A dona do lugar, Katherine Brewster, o descobre e prende em uma jaula, para depois revelar que conheceu John em sua juventude.
Porém o Julgamento Final tem de ocorrer. Como a Skynet não sabia onde John estava em 2004, chega uma nova ciborgue, a T-X, com a missão de matar seus futuros tenentes. Quando vai atrás de Katherine, acaba descobrindo que John está próximo, mas acaba sendo detida por outro Exterminador enviado pela resistência, um T-850.
Durante a fuga, o Exterminador revela que na verdade foi enviado por Katherine, a futura esposa de John. Em 2034, John foi morto pelo T-850 por este ser parecido com o robô que encontrou em sua adolescência, e subsequentemente foi capturado e reprogramado pela resistência. Eventualmente John, Kate e o T-850 vão para uma central da Força Aérea dos Estados Unidos, onde o General Robert Brewster, pai de Kate, liderava pesquisas de inteligência artificial. Sem saber, um dos produtos do departamento, Skynet, se rebelou e prepara o lançamento das armas nucleares americanas. Robert diz para John e Kate irem para o servidor central da Skynet no Colorado. Lá o T-850 se sacrifica para deter a T-X, e John e Kate descobrem que na verdade o lugar é uma casamata para a sobrevivência de figurões. A Skynet na verdade se distribuiu online e era inalcançável. Eventualmente o Dia do Julgamento ocorre, mas John usa os sistemas de comunicação do abrigo para através do radioamadorismo começar a articular a sobrevivência humana.

#### Terminator Salvation
Em 2018, John é um dos líderes da resistência humana contra as máquinas. Um dia, conhece Marcus Wright, um sujeito aparentemente humano que na verdade foi transformado em ciborgue pela Skynet. Como Marcus estava com Kyle Reese antes de ir para a central da resistência, John decide pedir sua ajuda para resgatar seu futuro pai na central da Skynet em São Francisco. Lá encontra um protótipo de T-800 que desativa Marcus temporariamente e quase mata John ao ferir seu coração. Eventualmente Marcus destrói o T-800, e os três saem de lá antes de explodirem a central. De volta aos quartéis da resistência, Marcus se sacrifica para garantir a sobrevivência de John, oferecendo seu coração para um transplante.

#### Terminator: Genisys
Em Terminator: Genisys, a continuidade volta para o que era antes do terceiro filme, com o Julgamento Final em 1997. Na hora em que John manda Kyle Reese para o passado em 2029, o protótipo avançado da Skynet T-5000 o ataca, dando origem a uma nova linha temporal. O T-5000 infecta John com uma tecnologia que transforma suas células orgânicas em robóticas, o projeto antes fracassado T-3000. O robotizado John é enviado de volta no tempo para um passado onde Skynet na verdade entrou no ar em 2017, chegando em 2014 para liderar um grupo da Cyberdyne que desenvolveria a Skynet. Eventualmente em 2017 recebe seus pais após estes viajarem no tempo vindo de 1984, rapidamente entrando em conflito com eles e um T-800 por estes estarem querendo deter a Skynet. O T-3000 acaba destruído quando o campo magnético da máquina do tempo experimental da Cyberdyne o desintegra.
Terminator: Dark Fate
Neste filme, que ignora por completo os 3 lançamentos anteriores, e segue a história de onde o segundo filme parou. Três anos após os eventos de Judgement Day, Sarah e John conseguiram impedir o dia do Julgamento Final, e estão relaxando numa praia na Guatemala. Porém, como um último esforço, antes de ser apagada da existência, a Skynet envia vários exterminadores ao passado. De repente, um Exterminador T-800 aparece, e mata John brutalmente, e desaparece, deixando Sarah aterrorizada.

### Televisão

#### Terminator: The Sarah Connor Chronicles
A história se passa, em 1999, após os fatos do segundo filme, mas em uma nova continuidade ignorando os fatos do terceiro filme.

A série de televisão explora muito o relacionamento entre Sarah Connor e John Connor, que vivem com identidades falsas e fugindo de um novo ciborgue, chamado Cromartie, mas com a ajuda de uma ciborgue enviada do futuro por John, chamada Cameron Phillips.

No episódio piloto, Sarah e John vivem com o paramédico Charley Dixon, que desconhece o passado e futuro da mulher e do enteado. Temendo serem descobertos novamente, ela foge levando John para outra cidade, onde encontram Cameron e Cromartie.

John é ainda um estudante, e começa a série com a identidade falsa de John Reese. Também odeia o fato de ter que se mudar frequentemente, e evitar certas atitudes, para que nenhum Terminator encontre-os.
Na Serie John tem uma vida mais romantica que o filme, ele acaba se apaixonando por Cameron Phillips que é uma Exterminadora. Conforme a serie, John demostra amor por ela.
Cameron Phillips também demostra seu amor por John Connor, no 1º episódio da 2º temporada, Cameron é afetada por uma explosão que acaba danificando seu chip, nesse estado, ela voi a caça de John, mas no fim do episódio, Sarah e Derek tentam destruir o chip. John impede que eles façam isso, colocando o chip de volta na ciborgue e dando a arma para ela mata-lo. Cameron acaba voltando ao normal, mas John não se esquece do que ela falou (Te Amo John).

### Ligações Externas
- John Connor (em inglês) no IMDb